# NATO-Militärausschuss

Flagge der NATO

Der NATO-Militärausschuss (englisch Military Committee; MC) ist die oberste militärische Instanz der NATO. Er unterstützt die Entscheidungsprozesse der zivilen Führung – des Nordatlantikrats und der Nuklearen Planungsgruppe (NPG) – in militärischen Angelegenheiten.

## Aufgaben und Zusammensetzung
Der Militärausschuss übernimmt die prinzipielle Erstellung und erteilt Ratschläge zu militärischen Richtlinien und der Strategie der NATO. Der Ausschuss ist verantwortlich für die Beratung der politischen Autoritäten der NATO in Sachen, die die Verteidigung des NATO-Gebiets oder die Operationen der NATO betreffen. Er setzt sich aus Offizieren der NATO-Mitgliedsstaaten zusammen, die als militärische Repräsentanten ihrer Nationen bei der NATO dienen und damit die Generalstabschefs ihrer Streitkräfte vertreten. Island, welches keine Streitkräfte besitzt, entsendet einen zivilen Repräsentanten.

## Leitung
Der Vorsitzende des Militärausschusses (engl.: Chairman of the Military Committee) führt das Tagesgeschäft des Ausschusses und ist damit die höchste militärische Autorität der NATO. Zudem ist der Vorsitzende der Sprecher und Repräsentant des Ausschusses und ist damit auch der höchste militärische Sprecher der NATO. Er wird von den Generalstabschefs der NATO-Mitgliedsstaaten nominiert und für eine Amtszeit von drei Jahren eingesetzt. Der Vorsitzende bezieht seine Autorität vom Ausschuss und ist diesem auch verantwortlich. Er dient dabei als Vertreter des Ausschusses bspw. vor dem Nordatlantikrat und der Nuklearen Planungsgruppe. Zudem leitet er alle Sitzungen des Ausschusses. In seiner Abwesenheit übernimmt sein Stellvertreter, der Deputy Chairman of the Military Committee, seine Aufgaben. Eine weitere Funktion des Vorsitzenden ist die Teilnahme im Akademischen Aufsichtsrat des NATO Defense College in Rom.
Derzeitiger Vorsitzender ist der italienische Admiral Giuseppe Cavo Dragone, der diesen Posten im Januar 2025 von dem niederländischen Admiral Rob Bauer übernommen hat.
Von 1958 bis 1963 gab es zwei Vorsitzendenvarianten. Zum einen mit dem jeweiligen Generalstabschef der Mitgliedsnation, welche mit der Führung beauftragt war, und in einer Übergangszeit bis 1963 mit permanenten Vertretern. Im Dezember 1963 wurden die beiden Varianten in Person von Adolf Heusinger zusammengefasst.
| Name                                                     | Nation                 | Beginn der Berufung | Ende der Berufung |
| -------------------------------------------------------- | ---------------------- | ------------------- | ----------------- |
| Giuseppe Cavo Dragone                                    | Italien                | 17. Januar 2025     | —                 |
| Rob Bauer                                                | Niederlande            | 25. Juni 2021       | 17. Januar 2025   |
| Stuart Peach                                             | Vereinigtes Königreich | 29. Juni 2018       | 25. Juni 2021     |
| Petr Pavel                                               | Tschechien             | 26. Juni 2015       | 29. Juni 2018     |
| Knud Bartels                                             | Dänemark               | 2. Januar 2012      | 26. Juni 2015     |
| Giampaolo Di Paola                                       | Italien                | 27. Juni 2008       | 16. November 2011 |
| Raymond Henault                                          | Kanada                 | 16. Juni 2005       | 27. Juni 2008     |
| Harald Kujat                                             | Deutschland            | Juli 2002           | 16. Juni 2005     |
| Guido Venturoni                                          | Italien                | 6. Mai 1999         | Juli 2002         |
| Klaus Naumann                                            | Deutschland            | 14. Februar 1996    | 6. Mai 1999       |
| Richard Vincent                                          | Vereinigtes Königreich | 1993                | 14. Februar 1996  |
| Vigleik Eide                                             | Norwegen               | 1989                | 1993              |
| Wolfgang Altenburg                                       | BR Deutschland         | 1986                | 1989              |
| Cor de Jager                                             | Niederlande            | 1983                | 1986              |
| Robert H. Falls                                          | Kanada                 | 1980                | 1983              |
| Herman Fredrik Zeiner-Gundersen                          | Norwegen               | 1977                | 1980              |
| Peter Hill-Norton                                        | Vereinigtes Königreich | 1974                | 1977              |
| Johannes Steinhoff                                       | BR Deutschland         | 1971                | 1974              |
| Nigel Henderson                                          | Vereinigtes Königreich | 1968                | 1971              |
| Charles de Cumont                                        | Belgien                | 1964                | 1968              |
| Adolf Heusinger                                          | BR Deutschland         | 1963                | 1964              |
| (permanente) Vorsitzende des Militärausschusses          |                        |                     |                   |
| Adolf Heusinger                                          | BR Deutschland         | 1961                | 1963              |
| Benjamin Richard Pieter Frans Hasselman                  | Niederlande            | 1958                | 1961              |
| Generalstabschefs als Vorsitzende des Militärausschusses |                        |                     |                   |
| Charles de Cumont                                        | Belgien                | 1962                | 1963              |
| Lyman L. Lemnitzer                                       | Vereinigte Staaten     | 1961                | 1962              |
| Earl Mountbatten of Burma                                | Vereinigtes Königreich | 1960                | 1961              |
| Rustu Erdelhun                                           | Türkei                 | 1960                | 1960              |
| J.A. Beleza Ferras                                       | Portugal               | 1959                | 1960              |
| Bjarne Øen                                               | Norwegen               | 1958                | 1959              |
| Benjamin Richard Pieter Frans Hasselman                  | Niederlande            | 1957                | 1958              |
| Giuseppe Mancinelli                                      | Italien                | 1956                | 1957              |
| Stylianos Pallis                                         | Griechenland           | 1955                | 1956              |
| Augustin Guillaume                                       | Frankreich             | 1954                | 1955              |
| Erhard Jørgen Carl Quistgaard                            | Dänemark               | 1953                | 1954              |
| Charles Foulkes                                          | Kanada                 | 1952                | 1953              |
| Etienne Baele                                            | Belgien                | 1951                | 1952              |
| Omar N. Bradley                                          | Vereinigte Staaten     | 1949                | 1950              |

## Deutsche Militärische Vertreter
| Dienstgrad      | Name                      | Beginn der Amtszeit | Ende der Amtszeit |
| --------------- | ------------------------- | ------------------- | ----------------- |
| Generalleutnant | Wolfgang Wien             | 2023                | –                 |
| Vizeadmiral     | Klaus-Michael Nelte       | 2019                | 2023              |
| Generalleutnant | Hans-Werner Wiermann      | 2015                | 2019              |
| Generalleutnant | Markus Bentler            | 2012                | 2015              |
| Generalleutnant | Hans-Lothar Domröse       | 2011                | 2012              |
| Generalleutnant | Roland Kather             | 2010                | 2011              |
| Generalleutnant | Jürgen Bornemann          | 2008                | 2010              |
| Vizeadmiral     | Frank Ropers              | 2006                | 2008              |
| Generalleutnant | Klaus Olshausen           | 2002                | 2006              |
| Generalleutnant | Klaus Wiesmann            | 1995                | 2000              |
| Generalleutnant | Jörn Söder                | 1992                | 1995              |
| Generalleutnant | Rolf Hüttel               | 1989                | 1992              |
| Generalleutnant | Hans-Peter Tandecki       | 1984                | 1989              |
| Generalleutnant | Ernst-Dieter Bernhard     | 1980                | 1984              |
| Generalleutnant | Wolfgang Altenburg        | 1978                | 1980              |
| Generalleutnant | Jürgen Brandt             | 1978                | 1978              |
| Vizeadmiral     | Herbert Trebesch          | 1976                | 1978              |
| Generalleutnant | Günther Rall              | 1974                | 1975              |
| Generalleutnant | Peter von Butler          | 1970                | 1974              |
| Generalleutnant | Hellmuth Hauser           | 1968                | 1970              |
| Generalleutnant | Gerhard Wessel            | 1963                | 1968              |
| Generalleutnant | Johannes Steinhoff        | 1960                | 1963              |
| Brigadegeneral  | Hans-Georg von Tempelhoff | 1956                | 1960              |